# Guillermo Klein
Pour les articles homonymes, voir Klein.
Guillermo Klein, né en 1969 à Buenos Aires (Argentine), est un pianiste de jazz argentin, également compositeur.